# Fomento de Construcciones y Contratas
Fomento de Construcciones y Contratas, S.A. (BMAD FCC) és un grup empresarial amb seu a Barcelona, especialitzat en serveis ciutadans, que neix el març de 1992, fruit de la fusió de Fomento de Obras y Construcciones S.A., creada a Barcelona l'any 1900, les accions de la qual van començar a cotitzar a borsa el desembre de 1900, i Construcciones y Contratas, fundada a Madrid el 1944. Actualment els títols de FCC es troben inclosos a l'Indexcat, índex que recull la cotització de les societats més importants de Catalunya.
FCC és la matriu d'un dels primers grups europeus de serveis ciutadans, tant per volum de xifra de negocis com per rendibilitat. La seva estratègia de creixement s'ha orientat tradicionalment cap a la diversificació, com ho demostra el fet que sent originàriament una empresa de construcció, el 1911 va iniciar la seva activitat en el camp dels serveis públics amb un contracte de neteja i manteniment de la xarxa de clavegueram de Barcelona.
En l'actualitat, la seva producció està altament diversificada. Les seves activitats bàsiques són la gestió de serveis mediambientals i aigua, la construcció de grans infraestructures, la producció de ciment, els equipaments urbans i la generació d'energies renovables.
És present en 54 països i més del 43% de la seva facturació prové dels mercats internacionals, principalment d'Europa i els Estats Units.